# Lo Tossalet (Àger)
Lo Tossalet és una serra situada al municipi d'Àger a la comarca de la Noguera, amb una elevació màxima de 651 metres.